# Bibost
Bibost är en kommun i departementet Rhône i regionen Auvergne-Rhône-Alpes i östra Frankrike. Kommunen ligger i kantonen L'Arbresle som tillhör arrondissementet Lyon. År 2022 hade Bibost 543 invånare.

## Befolkningsutveckling
Antalet invånare i kommunen Bibost
| Referens: INSEE |